# Linares de la Sierra
Linares de la Sierra település Spanyolországban, Huelva tartományban. Linares de la Sierra Alájar, Los Marines és Aracena községekkel határos. Lakosainak száma 275 fő (2024).

## Népesség
A település népessége az utóbbi években az alábbiak szerint változott:
| Lakosok száma | 307  | 303  | 308  | 299  | 297  | 230  | 266  | 263  | 268  | 275  |
|               | 2001 | 2004 | 2006 | 2009 | 2011 | 2014 | 2016 | 2019 | 2021 | 2024 |